# Baseodiscus edmondsoni
Baseodiscus edmondsoni är en djurart som tillhör fylumet slemmaskar, och som beskrevs av Ernest F. Coe 1934. Baseodiscus edmondsoni ingår i släktet Baseodiscus och familjen Valenciniidae. Inga underarter finns listade i Catalogue of Life.